# Una breve vacanza
Una breve vacanza è un film del 1973 diretto da Vittorio De Sica.

## Trama
Clara Mataro, una donna di origine calabrese, madre di tre figli e operaia in una grande fabbrica del nord, si ammala di tubercolosi e viene inviata presso il sanatorio di Sondalo, splendida località della Valtellina, per un periodo di cura. Durante il soggiorno la donna ha finalmente il tempo di pensare a se stessa, coltivare la lettura, farsi bella e innamorarsi di un giovane meccanico, anche lui ricoverato, dimenticando per un attimo la sua duplice condizione di sfruttata, sul lavoro e in famiglia.

## Riconoscimenti
- Los Angeles Film Critics Association Awards 1975
  - miglior attrice a Florinda Bolkan
- Nastri d'argento 1973
  - Nastro d'argento alla migliore attrice non protagonista ad Adriana Asti